# Ina (rivier)
Ina (Duits: Ihna) is een rivier in het westen van Polen met een lengte van 129 km en een stroomgebied van 2189 km², dat het zuiden van de Nizina Szczecińska (Stettiner Laagte) omvat.
De Ina ontspringt op het Pommers Merenplateau uit het Ińskomeer (Jezioro Ińsko) ten noordoosten van Stargard. Via Recz stroomt de rivier naar Stargard, de grootste stad aan de rivier, en vervolgens in noordwestelijke richting naar Goleniów.
De uitmonding in de Oder bevindt zich even ten noorden van het Dąbie-meer.
- Gemeinsame Normdatei: 4674357-1
- Virtual International Authority File: 59144814280819023678